# 大分県立佐伯鶴城高等学校宇目分校
大分県立佐伯鶴城高等学校宇目分校（おおいたけんりつ さいきかくじょうこうとうがっこう うめぶんこう）は、大分県佐伯市宇目千束（旧南海部郡宇目町千束）に所在した公立の高等学校。

## 設置学科
- 普通科

## 所在地
- 〒879-3205 大分県佐伯市宇目千束（旧南海部郡宇目町千束）1571-1

## 沿革
- 2002年3月31日 - 閉校。